# Cantó de Floreçac

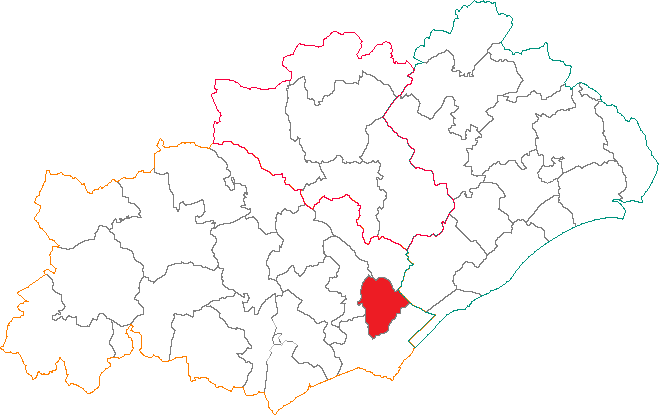
El cantó de Floreçac a l'Erau

El cantó de Floreçac és un cantó francès del departament de l'Erau, a la regió del Llenguadoc-Rosselló. Forma part del districte de Besiers, té 4 municipis i el cap cantonal és Floreçac.

## Municipis
- Castèlnòu de Guèrs
- Floreçac
- Pinet
- Pomeiròus